# Linden-Blütenspanner
Der Linden-Blütenspanner (Eupithecia egenaria) ist ein Schmetterling (Nachtfalter) aus der Familie der Spanner (Geometridae). Das Artepitheton basiert auf dem lateinischen Wort egenus mit der Bedeutung „bedürftig“ und bezieht sich wahrscheinlich auf das unscheinbare Aussehen der Falter.

## Merkmale

### Falter
Die Flügelspannweite der Falter beträgt 18 bis 24 Millimeter. Die Grundfarbe sämtlicher Flügel variiert von hellgrau bis zu hell braungrau. Frisch geschlüpfte Exemplare zeigen einen seidigen Glanz. Arttypisch sind die doppelten Querlinien, die die Diskalregion auf der  Vorderflügeloberseite beidseitig begrenzen. Ein länglicher schwarzer Diskoidalfleck hebt sich nur undeutlich ab. Die Postdiskalregion ist als grauweiße Binde ausgebildet. Die Wellenlinie ist weiß, die Fransen sind grau und nicht gescheckt.

### Raupe
Ausgewachsene Raupen sind glatt und gestreckt. Sie sind gelbgrün bis hellgrün gefärbt und nahezu zeichnungslos.

## Verbreitung und Vorkommen
Die Verbreitung der Art erstreckt sich im Westen von der Iberischen Halbinsel und Frankreich einschließlich der Britischen Inseln sowie weiter östlich durch die Mitte Europas bis zum Ural. Im Norden reicht die Verbreitung bis ins südliche Fennoskandinavien, im Süden bis an den Südrand der Alpen sowie im Südosten durch Bulgarien und die Ukraine bis zum Kaukasus und nach Armenien.
Der Linden-Blütenspanner ist ein Charaktertier dichter Lindenbestände wie Lindenalleen und Parkanlagen. Er kommt auch mitten in Großstadtgebieten vor.

## Lebensweise
Die dämmerungs- und nachtaktiven Falter fliegen in einer Generation in den Monaten Mai und Juni. In Abhängigkeit von der Entwicklung der Lindenblüten können auch leicht abweichende Flugzeiten auftreten. Sie besuchen nur selten künstliche Lichtquellen. Die im Juni und Juli lebenden Raupen ernähren sich von den Stempeln und Staubgefäßen der Sommerlinde (Tilia platyphyllos), seltener von den Blütenblättern, niemals jedoch von den Laubblättern. Zuweilen werden auch die Knospen der Winterlinde (Tilia cordata) als Nahrung angenommen. Die Art überwintert im Puppenstadium.

## Gefährdung
Der Linden-Blütenspanner kommt in Deutschland in den einzelnen Bundesländern in unterschiedlicher Anzahl vor und wird auf der Roten Liste gefährdeter Arten in den meisten Regionen als „nicht gefährdet“ eingestuft. In Baden-Württemberg wird die Art auf der Vorwarnliste geführt. Da sich die Falter und Raupen überwiegend in Baumkronen aufhalten, werden sie jedoch leicht übersehen.